# Окронґ (Куявсько-Поморське воєводство)
Окронґ (пол. Okrąg, нім. Ockern) — село в Польщі, у гміні Ліпно Ліпновського повіту Куявсько-Поморського воєводства.
Населення — 368 осіб (2011).
У 1975-1998 роках село належало до Влоцлавського воєводства.

## Демографія
Демографічна структура станом на 31 березня 2011 року:
|          | Загалом | Допрацездатний вік | Працездатний вік | Постпрацездатний вік |
| -------- | ------- | ------------------ | ---------------- | -------------------- |
| Чоловіки | 184     | 39                 | 131              | 14                   |
| Жінки    | 184     | 32                 | 108              | 44                   |
| Разом    | 368     | 71                 | 239              | 58                   |